# Balázs Győrffy (politik)
Balázs Győrffy (maďarsky Győrffy Balázs; * 21. dubna 1979, Pápa) je maďarský zemědělský odborník, univerzitní pedagog, pravicový politik, exposlanec Zemského sněmu za stranu Fidesz a bývalý předseda Nemzeti Agrárgazdasági Kamara (NAK). Od července do září 2024 byl poslancem Evropského parlamentu, zasedajícím ve frakci Patrioti pro Evropu (P4E).

## Biografie
Narodil se roku 1979 ve městě Pápa. Mateřskou a základní školu absolvoval v Nemesgörzsöny, poté pokračoval ve vzdělávání na Jókai Mór Közgazdasági Szakközépiskola v Pápě. Vysokoškolské vzdělání dokončil na Fakultě ekonomie, politologie a práva na Univerzitě v Pětikostelí (Pécsi Tudományegyetem). Během vysokoškolských let získal dvě zahraniční zkušenosti: rok v Londýně a téměř půl roku ve Spojených státech amerických.
Mezi lety 2006 až 2014 byl starostou obce Nemesgörzsöny. Paralelně s tím se stal titulárním docentem na Univerzitě v Pětikostelí a na Univerzitě Svatého Štěpána v Gödöllő. V parlamentních volbách 2010 byl poprvé zvolenm poslancem Zemského sněmu za stranu Fidesz a poté ve volbách 2014, 2018 a 2022 znovuzvolen.
V roce 2024 kandidoval na 4. místě kandidátní listiny pravicové koalice Fidesz–KDNP ve volbách do Evropského parlamentu.
Byl zvolen europoslancem, ale z tohoto postu v září 2024 odstoupil. Jeho nástupcem se stal Csaba Dömötör.

## Soukromý život
Je ženatý s Henriettou Győrffy-Bojás, má jednoho syna Huba.
Ve době svého mládí byl certifikovaným fotbalistou sportovního klubu Nemesgörzsönyi SE. Další oblíbenou volnočasovou aktivitou je lov. Je členem Marcal-völgyi Sólyom Vadásztársaság se sídlem v Nemesgörzsöny, kde působí od roku 2012 v řídícím výboru sdružení a v současnosti je jeho viceprezidentem.